# Rio Chalana
Pour les articles homonymes, voir Chalana.
Le rio Chalana est une rivière brésilienne de l'ouest de l'État de Santa Catarina, et un affluent du fleuve le río Uruguay.

## Géographie
Il naît  au sud-ouest de Chapecó à une altitude d'environ 500 m à la confluence du rio Lajeado Ferreira et du rio Lajeado Taquarussu en amont du le barrage Índio Condá. Il s'écoule vers le sud-ouest à travers la municipalité de Chapecó, avant de se jeter dans le rio Uruguai, au sud-est de la ville de Caxambu do Sul. Son cours s'étend sur environ 23 km. Il appartient à la région Sud (Brésil) et à l'état de Santa Catarina